# Stainsby Girls
«Stainsby Girls» es una canción compuesta e interpretada por el cantante británico Chris Rea, publicada en 1985 como el primer sencillo de su octavo álbum de estudio Shamrock Diaries. Una versión regrabada de este tema fue incluida en el primer disco recopilatorio de Rea New Light Through Old Windows (1988) y en compilaciones posteriores. La canción fue originalmente escrita por Rea para su esposa Joan, quien era estudiante de la Stainsby Secondary Modern School. En su primer lanzamiento, «Stainsby Girls» entró en el top 30 de la UK Singles Chart, logrando la posición número 26 el 16 de marzo de 1985, donde estuvo doce semanas.

## Lista de canciones
Sencillo de siete pulgadas (MAG 276)
1. «Stainsby Girls» – 3:50
2. «And When She Smiles» – 3:12